# Соло: История от Междузвездни войни
„Соло: История от Междузвездни войни“ (на английски: Solo: A Star Wars Story) или просто „Соло“ е американски научнофантастичен филм от 2018 година, с участието на оригиналните трилогични герои Чубака и Ландо Калрисиан. Режисиран от Рон Хауърд, продуциран от Lucasfilm и разпространяван от Walt Disney Studios Motion Pictures, това е вторият филм на поредицата „Антология“ на „Междузвездни войни“ след „Rogue One: История от Междузвездни войни“ (2016). Алдън Еренрайх участва в главната роля, заедно с Уди Харелсън, Емилия Кларк, Доналд Глоувър, Танди Нютън, Фийби Уолър-Бридж, Джонас Суотамо и Пол Бетани. Филмът изследва ранните приключения на Хан Соло и Чубака, които се присъединяват към грабеж в престъпния подземен свят 10 години преди събитията от „Междузвездни войни: Епизод IV - Нова надежда“ (Star Wars: Episode IV – A New Hope).
Създателят на „Междузвездни войни“, Джордж Лукас започва да разработва предистория на Хан Соло през 2012 г. и възлага на Лорънс Касдан да напише сценария. След като Лукас продава Lucasfilm на Дисни през 2012 г., Касдан е нает да пише „Междузвездни войни: Епизод VII - Силата се пробужда“ (2015), оставяйки сина си Джонатан да завърши сценария на „Соло“. Основните снимки започват през януари 2017 г. в Pinewood Studios, под ръководството на Фил Лорд и Кристофър Милър. И двамата са уволнени през юни 2017 г. след „творчески различия“ с Lucasfilm, а Хауърд е нает като техен заместник. С прогнозен производствен бюджет от най-малко 275 милиона долара, това е един от най-скъпите филми, правени някога.
Самостоятелно пуснат в САЩ на 25 май 2018 г. и получава като цяло благоприятни отзиви от критици, които похвалиха актьорския състав на филма (по-специално Еренрайх и Глоувър), визуалните ефекти, музикалната партитура и екшън сцените, докато някои критикуват неговата сюжетна линия и сценарий. Това е първият филм на „Междузвездни войни“, който се счита за бокс офис бомба, спечелвайки 393,2 милиона долара в световен мащаб, което го прави най-печеливш игрален филм в поредицата. Той получава номинация за най-добри визуални ефекти на 91-вите награди на Оскар.

## Актьорски състав
| Актьор            | Роля                    |
| ----------------- | ----------------------- |
| Алдън Еренрайх    | Хан Соло                |
| Уди Харелсън      | Тобиас Бекет            |
| Емилия Кларк      | Кира                    |
| Доналд Глоувър    | Ландо Калрисиан         |
| Танди Нютън       | Вал, съпругата на Бекет |
| Фийби Уолър-Бридж | L3-37                   |
| Джонас Суотамо    | Чубака                  |
| Пол Бетани        | Дрейдън Вос             |
| Ерин Келиман      | Енфис Нест              |
| Джон Фавро        | Рио Дурант              |
| Линда Хънт        | Лейди Проксима          |
| Иън Кени          | Реболт                  |
| Клинт Хауърд      | Ралакили                |
| Антъни Даниелс    | Так                     |
| Киран Шах         | Кардж                   |
| Уоруик Дейвис     | Уийзъл                  |
| Рей Парк          | Дарт Мол                |

## В България
В България филмът е пуснат по кината на същата дата от Форум Филм България. През 2020 г. е излъчен по NOVA.